# Urbanización Piñonal

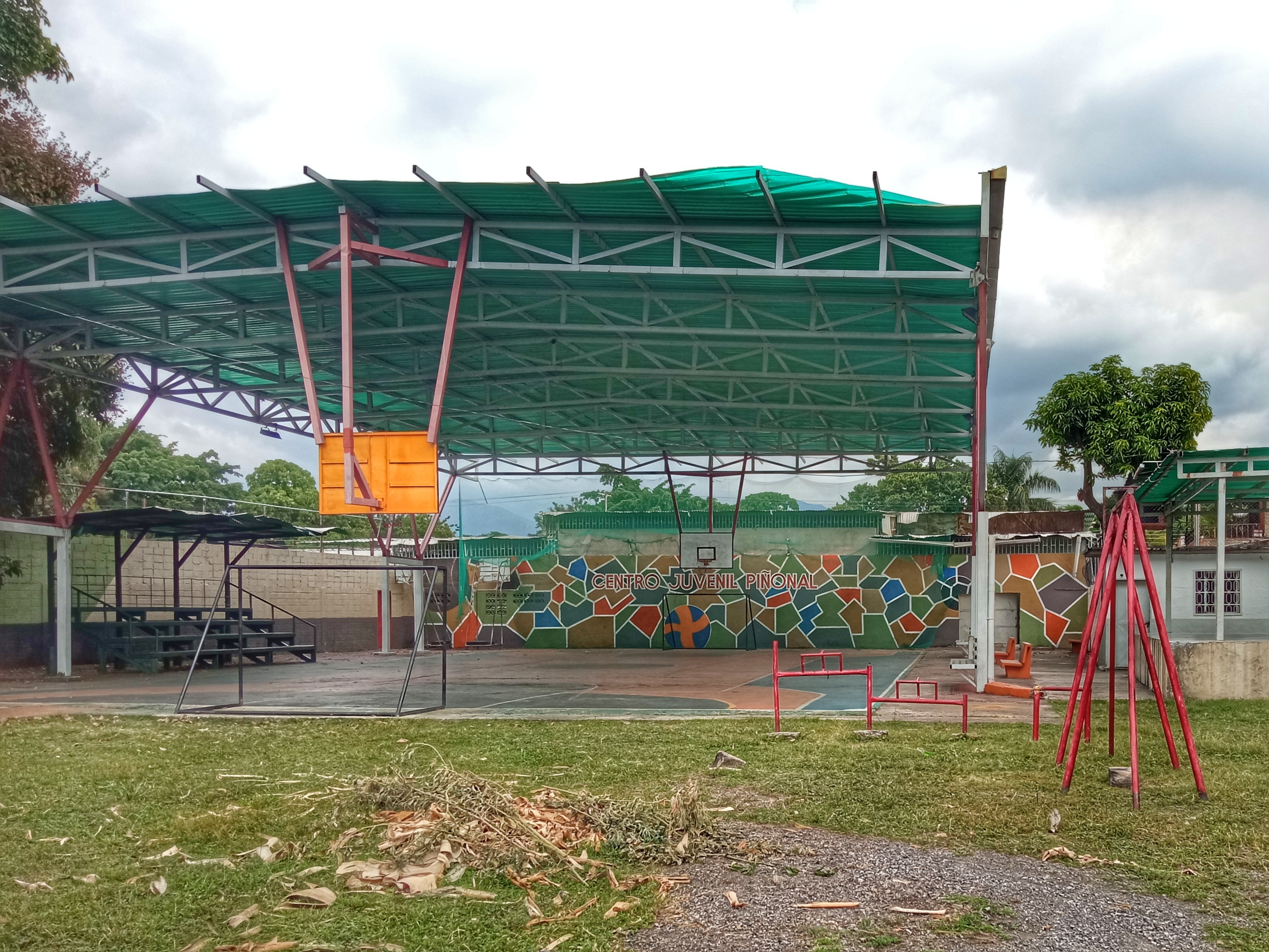
Vista del Centro Juvenil de Piñonal.

La urbanización Piñonal, también llamada El Piñonal, es una urbanización ubicada en la parroquia Joaquín Crespo del municipio Girardot, en Maracay, estado Aragua, Venezuela. La urbanización es el sector más grande en superficie de esta parroquia con 1,25 km².
Ubicada en el sector sureste de la ciudad y administrada por la Alcaldía del municipio Girardot, constituye la primera urbanización edificada después de la caída del gobierno del general Marcos Pérez Jiménez. En el sitio existían unos cultivos de piña por lo que las personas decían: "Voy para el Piñonal", quedándose con esa determinación hasta la fecha. Entre los años 1959-1963 se inicia la primera etapa de construcción de viviendas bajo la dirección del Banco Obrero y conducido por el ingeniero y urbanista Leopoldo Martínez Olavarría (1919-1992). Se hicieron quinientas viviendas, que junto con los edificios, estaban destinados a 10 000 habitantes. Según las memorias del Banco Obrero, se hicieron 719 viviendas unifamiliares.